# Zwarte Silo
De Zwarte Silo is een graansilo uit 1924 in het Havenkwartier in Deventer. De Zwarte Silo dankt zijn naam aan de kleur van de gevel waarmee zij een kenmerkende aanblik geeft van het Havenkwartier. Deze kleur ontstond toen het pand wegens vochtproblemen van een bitumencoating werd voorzien. De Zwarte Silo vormt samen met de naastgelegen Grijze Silo het CDL-silocomplex, een deel van het industrieel erfgoed van Deventer.

## Geschiedenis
De silo aan de Zuiderzeestraat werd in 1923 in opdracht van A.J. Lammers gebouwd naar ontwerp van Maarten van Harte. Het was de eerste betonnen silo in Deventer en had met een hoogte van 30 meter een inhoud van 1500 ton. Naast de silo werden onder andere een paardenstal, een zoutloods en een pakhuis met kantoor gebouwd, die in de architectuur als duidelijk verschillende eenheden waren te onderscheiden.
In 1948 werden door de volgende eigenaar van de silo, de firma G.J. ten Hove, een aantal wijzigingen aangebracht. In 1949 of 1950 werd de silo overgenomen door de CODO (Coöperatieve Op- en overslag Deventer en Omstreken). De silo werd verder geautomatiseerd door het aanbrengen van een transportketting, die het veevoeder verdeelde nadat het met de jakobsladder naar boven was getransporteerd. Dit was nodig want in de jaren 1950 was Deventer de vierde doorvoerhaven van Nederland, vanwege de gunstige ligging tussen landbouwgebieden. De CODO liet in 1961 naast de bestaande een nieuwe silo bouwen. Deze kwam bekend te staan als de Grijze Silo. Nadat in de jaren 1970 CODO werd opgevolgd door CDL, kenden de silo's in de jaren 1980 hun hoogtijdagen.
In het jaar 2000 stopte CDL met haar activiteiten in Deventer. De Zwarte Silo kwam in eigendom van de gemeente. In 2015 werd de silo door BOEi gerestaureerd en herbestemd tot 'Food Dock'. In 2020 besloot dit bedrijf tot sluiting en ging daarna door als restaurant 'De Zwarte Silo'. Anno 2023 is het restaurant weer gesloten en is er nu een evenementenlocatie. 

## Kunstwerk 'de zakkensjouwer'
In 2023 maakte kunstenaar Han Nijhof een kunstwerk 'de zakkensjouwer' ter ere van het 100 jarig bestaan van de silo. Het is aangebracht aan de zuidgevel van de silo net boven de waterlijn en te zien vanaf de Nieuwe Havenbrug. Het kunstwerk beeldt een ladder uit met daarop een persoon die een zware zak naar boven tilt, een verbeelding van hoe midden in de 19de eeuw ook werkelijk op deze plek vrachtschepen met de hand werden gelost. Hierbij tilden de sjouwers zware zakken van meer dan 50 kilo op de schouder meer dan vier meter naar boven tijdens het lossen.